# Jelovec pri Makolah
Jelovec pri Makolah este o localitate din comuna Makole, Slovenia, cu o populație de 188 de locuitori.